# Phaneroptera celebica
Phaneroptera celebica är en insektsart som först beskrevs av Wilhem de Haan 1842.  Phaneroptera celebica ingår i släktet Phaneroptera och familjen vårtbitare. Inga underarter finns listade i Catalogue of Life.